# Trial of Christ in Seven Stages

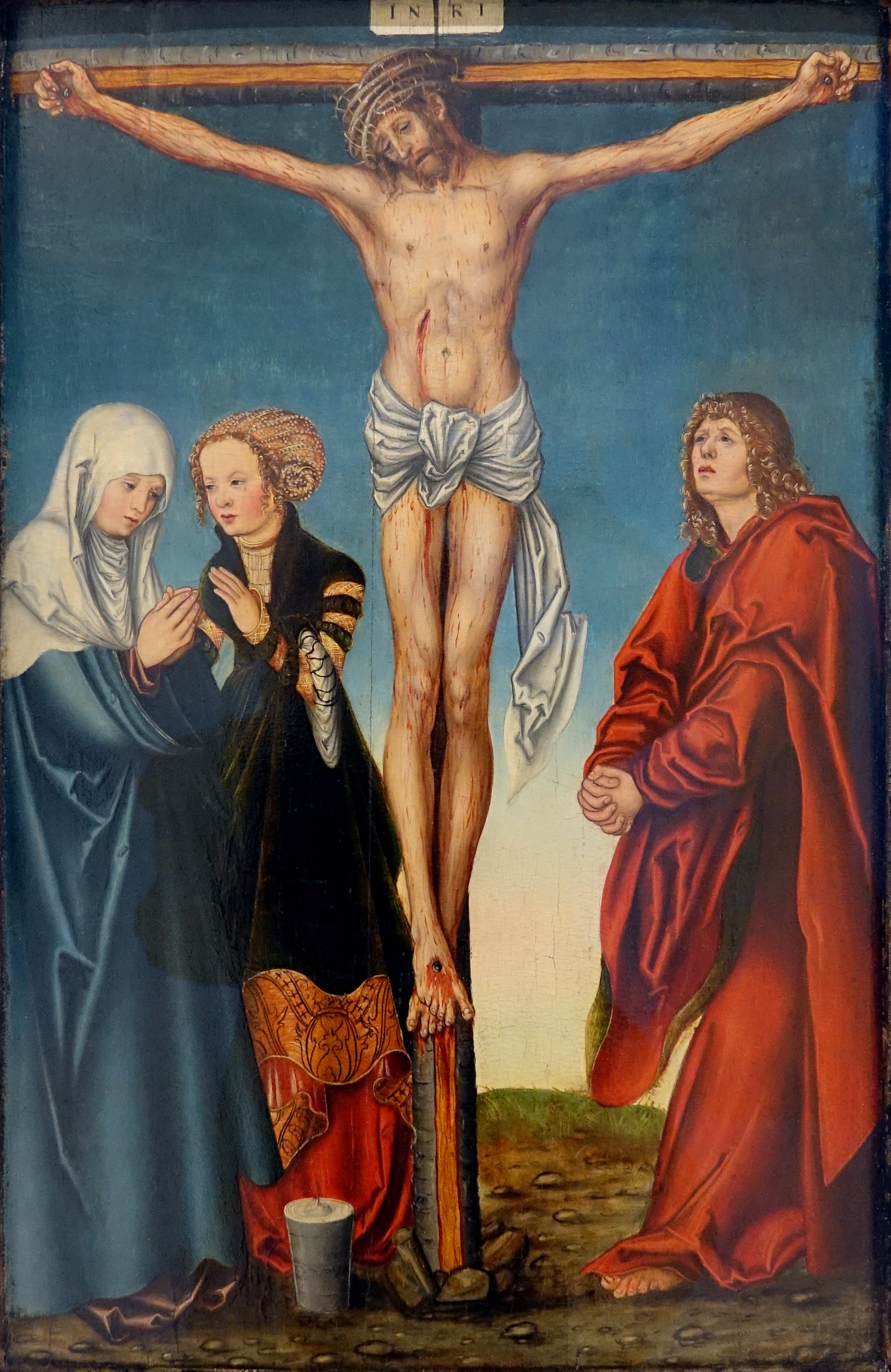
Lucas Cranach, Chrystus ukrzyżowany z Matką Bożą, Maria Magdaleną i św. Janem

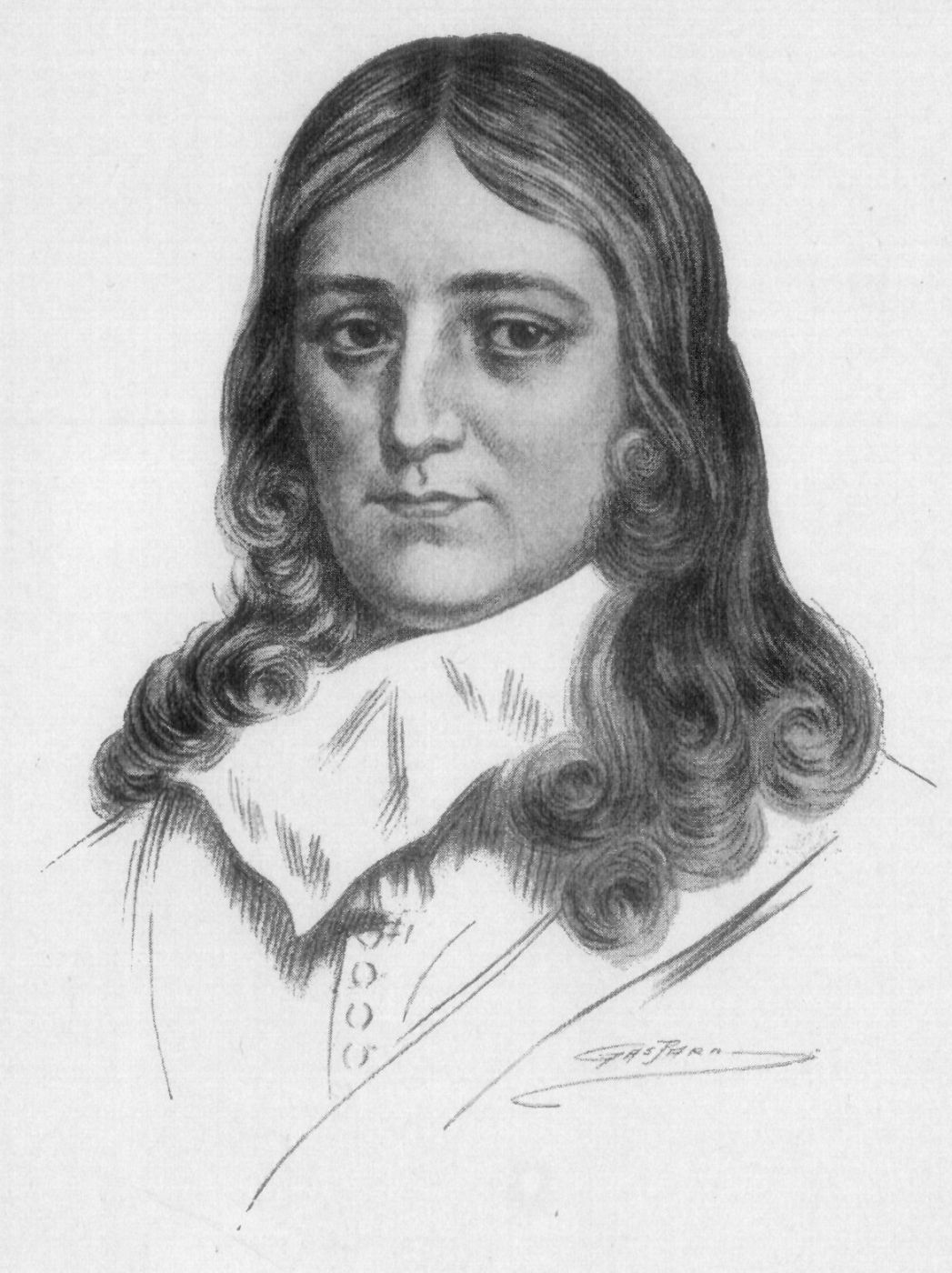
John Milton

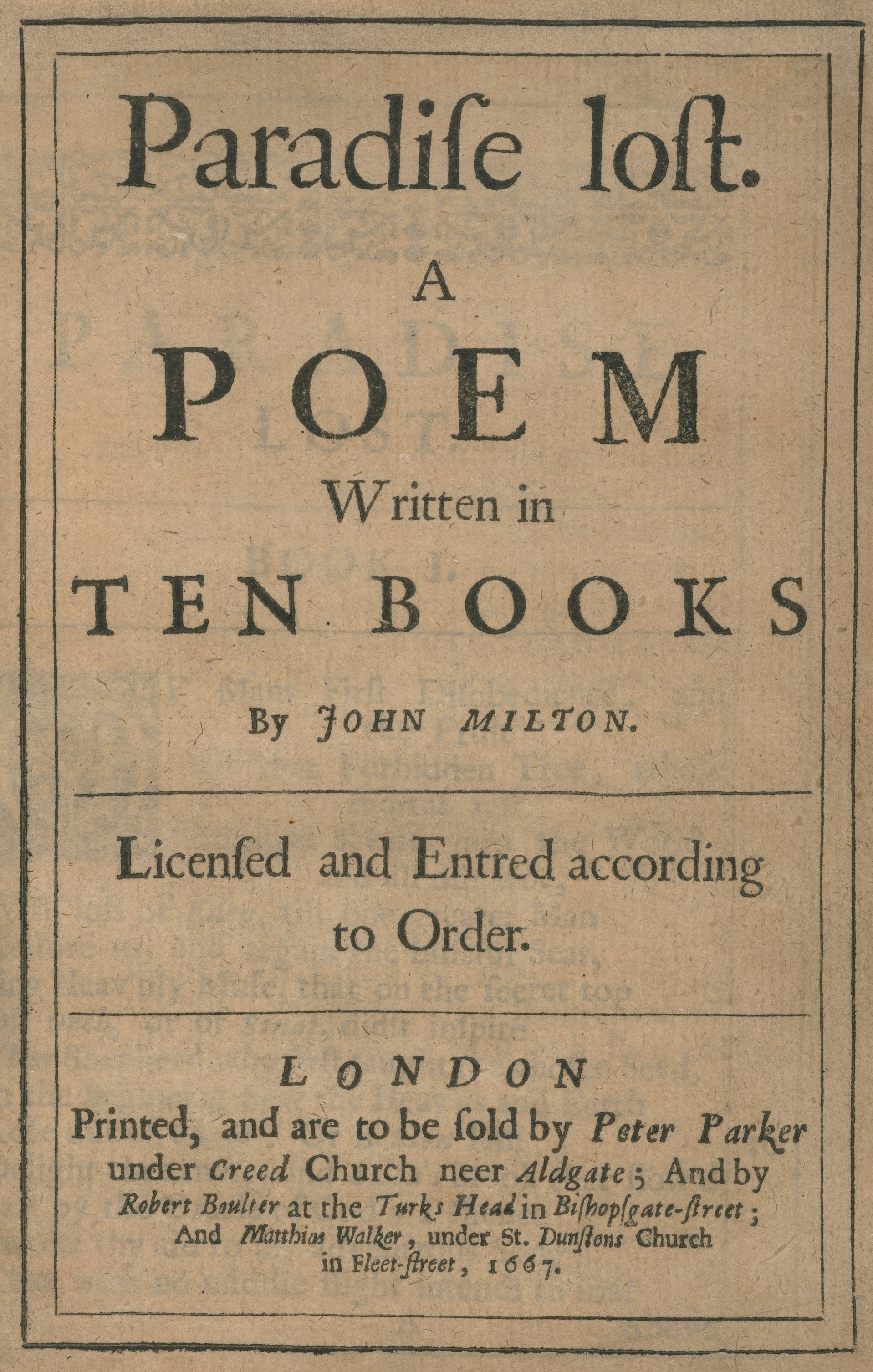
"Raj utracony" Johna Miltona jest napisany wierszem białym. Liczni poeci naśladowali mistrza, używając blank verse’u w utworach epickich, zwłaszcza o tematyce religijnej

Trial of Christ in Seven Stages – poemat epicki amerykańskiego poety Johna Brayshawa Kaye’a, opublikowany w 1909. Jest drugą po poemacie Vashti: a Poem in Seven Books epicką próbą autora. Podobnie jak tamten epos, utwór jest oparty na przekazie Biblii, ale nie Starego Testamentu, tylko Ewangelii. Opowiada o męce i śmierci Jezusa Chrystusa. Utwór został napisany wierszem białym (blank verse), czyli nierymowanym pentametrem jambicznym, to znaczy sylabotonicznym dziesięciozgłoskowcem, w którym akcenty padają na parzyste sylaby wersu. Ten rodzaj wiersza w literaturze angielskiej począwszy od XVI wieku jest podstawowym wzorcem metrycznym dramatu i największej epiki. Występował on między innymi w dramaturgii Thomasa Kyda, Christophera Marlowe’a i Williama Szekspira, jak również w epice Johna Miltona, Williama Wordswortha, Edwina Atherstone’a, Johna Keatsa, Alfreda Tennysona i Roberta Browninga.
Have I done mortal wrong? My heart is troubled
And my soul haunted by a thousand doubts.
But a short year agone, across the Lake
Straight from Capernaum on the other side,
Near to Bethsaida-Julias, on the grass,
After a term of teaching and much toil,
Healing and pointing out the Heavenly Way,
Time passed in pinioned flight till evening shades
Stretched lengthening eastward, and the night was near,
When Christ, discerning the great multitude,
More than five thousand eager followers,
All absent from their homes, and much an hungred,
Ordered provision to be spread for them,
Fitly, and there, along the greening slopes;
Poszczególne księgi poematu noszą tytuły: The Betrayal, Arrest, and Hearing before Annas, Before Caiaphas, Before the Sanhedrin, Before Pilate, Before Herod, Again before Pilate i The Crucifixion. Epos poprzedzony jest obszernym wstępem. W pierwszych słowach wprowadzenia autor przedstawia genezę poematu: For many years I have contemplated writing, in the form of a poem, what seems to me, beside the meager details given in the Gospels, the probable, or at least not improbable, facts of the procedure and the language and conduct of all concerned in that most tremendous and farreaching in results of all legal or illegal human tragedies, The Trial of Christ.